# Дерзум
Дерзум (нем. Dersum) — община в Германии, в земле Нижняя Саксония.
Входит в состав района Эмсланд. Подчиняется управлению Дёрпен. Население составляет 1434 человека (на 31 декабря 2010 года). Занимает площадь 28,57 км².

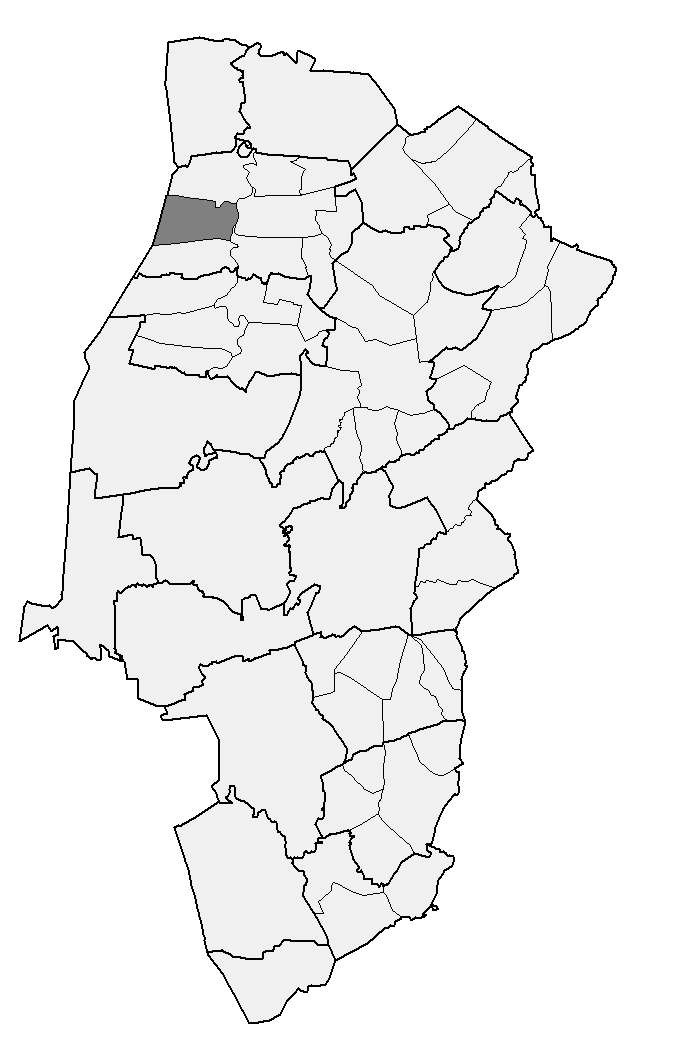
Дерзум

| Год  | Население |
| ---- | --------- |
| 1990 | 1329      |
| 1995 | 1341      |
| 2000 | 1369      |
| 2005 | 1467      |
| 2010 | 1437      |